# Ултра
Ултра је била ознака коју је усвојила британска војна обавештајна служба у јуну 1941. за обавештајне податке добијене дешифровањем непријатељских радио и телепринтерских порука у Блечли парку. Ултра је на крају постала стандарна ознака међу западним савезницима за све тако добијене податке. Ултра је добила своје име јер су обавештајни подаци добијене на тај начин сматрани важнијим од података означених као највећа тајна (Most Secret), што је до тада била највиша класификација прикупљених података британске обавештајне службе, па су такви обавештајни подаци означавани као ултра тајни. САД су користи шифру Меџик за дешифроване поруке из јапанских извора.
Највећи део немачкиг шифрованих порука је био шифрован Енигмом. Ако би се користила исправно, Енигма би вероватно била непробојна, али је у стварности њено траљаво коришћење омогућило да она буде пробијена. Израз Ултра се често користи као синоним за дешифроване поруке са Енигме. Међутим Ултра је обухватала и дешифроване поруке са немачких машина за шифровање Лоренц SZ 40/42 које је користила Врховна команда Вермахта, Хагелинових машина и других италијанских и јапанских шифара и машина за шифровање као што су Љубичасти код и JN-25.
Постојање Ултре је обелодањено тек средином 1970.их година, па су историчари морали да измене интерпретације неких догађаја из Другог светског рата.